# Dunstanoides hinawa
Dunstanoides hinawa is een spinnensoort uit de familie Desidae. De soort komt voor in Nieuw-Zeeland.